# Ive
Ive (en hangul, 아이브; en japonés アイヴ), estilizado como IVE, es un grupo femenino surcoreano formado por la compañía Starship Entertainment. El grupo consta de seis miembros: Gaeul, Yujin, Rei, Wonyoung, Liz y Leeseo.
El grupo debutó el 1 de diciembre de 2021 con un álbum sencillo titulado Eleven y su sencillo principal homónimo.

## Nombre
El nombre del grupo es un acrónimo de la frase en inglés «I've» (I have), que significa «yo tengo» en español, y que representa la intención de las integrantes del grupo de mostrar al público todo lo que tienen para ofrecer.

## Historia

### 2018-2021: Predebut
En el año 2018, Yujin y Wonyoung compitieron en el programa de supervivencia musical del canal Mnet titulado Produce 48, que buscaba formar un nuevo grupo femenino de K-pop. Ambas se ubicaron entre las 12 finalistas, debutando así como miembros del nuevo proyecto musical llamado Iz*One. El grupo debutó el 29 de octubre de 2018 y se disolvió el 29 de abril de 2021.
El 22 de agosto de 2021, un artículo publicado por Star News reveló que la empresa discográfica Starship Entertainment haría debutar a un nuevo grupo femenino durante la segunda mitad del 2021, informando además que las exmiembros de Iz*One, An Yu-jin y Jang Won-young, quienes ya formaban parte del sello, serían incluidas en este nuevo grupo.
El 1 de noviembre, las redes sociales oficiales del grupo se abrieron junto con la revelación de su nombre, que sería IVE, y un vídeo animado de su logo. Al día siguiente, el 2 de noviembre, Naver publicó un artículo informando que el grupo estaría formado por seis miembros y que tanto Yujin como Wonyoung serían incluidas. Ese día, Yujin fue anunciada oficialmente como la primera miembro del grupo, anunciando en los cinco días siguientes y de manera consecutiva a Gaeul, Wonyoung, Liz, Rei y Leeseo.

### 2021 Debut conEleven
A fines de noviembre se reveló que el grupo haría su debut el 1 de diciembre de 2021. Días después, se anunció que el grupo debutaría con su primer álbum sencillo, titulado Eleven, compuesto por el sencillo principal homónimo y un lado B bajo el título «Take It». En su lanzamiento se llevó a cabo una presentación, retransmitida por el canal oficial del grupo.

## Miembros
| Integrantes      | Integrantes      | Integrantes          | Integrantes                        | Integrantes                 | Integrantes                   | Integrantes |
| Nombre artístico | Nombre artístico | Nombre de nacimiento | Fecha de nacimiento                | Lugar de nacimiento         | Posición                      |             |
| Romanización     | Hangul           | Nombre de nacimiento | Fecha de nacimiento                | Lugar de nacimiento         | Posición                      |             |
| ---------------- | ---------------- | -------------------- | ---------------------------------- | --------------------------- | ----------------------------- | ----------- |
| Gaeul            | 가을             | Kim Ga-eul           | 24 de septiembre de 2002 (22 años) | Incheon, Corea del Sur      | Vocalista, rapera y bailarina |             |
| Yujin            | 유진             | Ahn Yu-jin           | 1 de septiembre de 2003 (21 años)  | Cheongju, Corea del Sur     | vocalista ,bailarina y líder  |             |
| Rei              | 레이             | Rei Naoi             | 3 de febrero de 2004 (21 años)     | Anan, Japón                 | Vocalista, rapera y bailarina |             |
| Wonyoung         | 원영             | Jang Won-young       | 31 de agosto de 2004 (20 años)     | Seúl, Corea del Sur         | Visual,vocalista y bailarina  |             |
| Liz              | 리즈             | Kim Ji-won           | 21 de noviembre de 2004 (20 años)  | Jeju, Corea del Sur         | Vocalista, unis y bailarina   |             |
| Leeseo           | 이서             | Lee Hyun-seo         | 21 de febrero de 2007 (18 años)    | Gapyeong-gun, Corea del Sur | Vocalista, bailarina y maknae |             |

## Discografía
- I've Ive (2023)